# قليعي أحمر

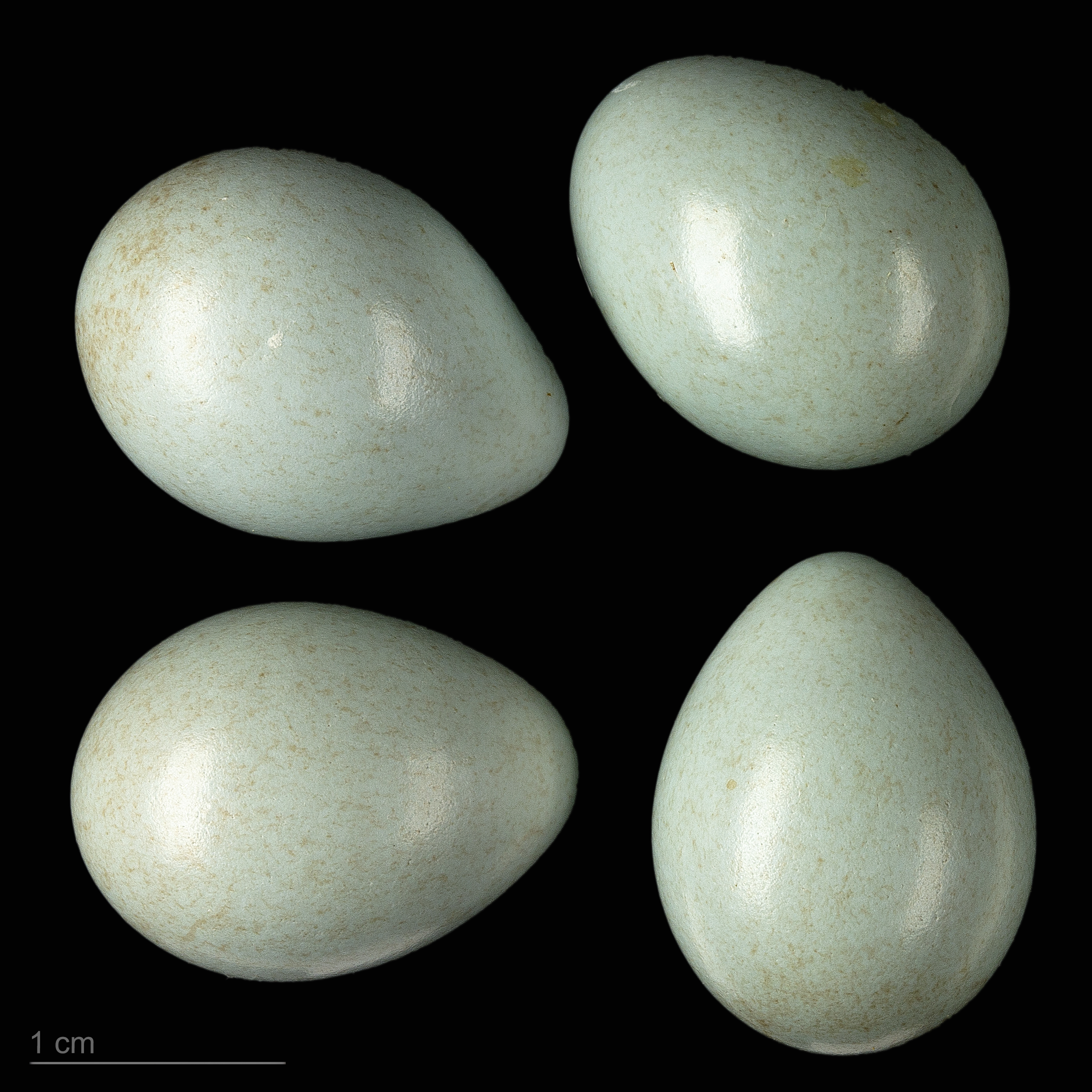
Saxicola rubetra

قليعي أحمر (الاسم العلمي: Saxicola  rubetra) (بالإنجليزية: Whinchat)‏ هو طائر ينتمي إلى صائدة الذباب (فصيلة: Muscicapidae).